# فورد فیستا
فورد فیستا (به انگلیسی: Ford Fiesta) یک خودرو در کلاس سوپرمینی می‌باشد؛ که توسط شرکت فورد از سال ۱۹۷۶ در هفت نسل به بازارهای اروپا، استرالیا، برزیل، آرژانتین، مکزیک، چین، هند، تایلند و آفریقای جنوبی فرستاده شده. فیستا در کشورهای زیادی تولید شده‌است، طراحی آن خودروهای موتور جلو-محور جلو بوده‌است.
در سال ۲۰۰۸، هفتمین نسل فیستا به‌صورت جهانی معرفی شد تا آن را به اولین فیستایی تبدیل کند که پس از نسل اول فیستا (توقف تولید در سال ۱۹۸۰) در آمریکای شمالی فروخته شده‌است.
فورد از سال ۱۹۷۶ تا به امروز بیش از ۱۶ میلیون دستگاه فیستا فروخته‌است که آن را تبدیل به یکی از پرفروش‌ترین محصولات فورد پس از اسکورت و فورد سری-اف می‌کند.